# 스콧 패터슨
스콧 패터슨(Scott Patterson, 1958년 9월 11일~)은 미국의 배우, 전직 야구 선수이다.

## 출연 작품

### 드라마
- CSI 마이애미
- 길모어 걸스